# Girodino

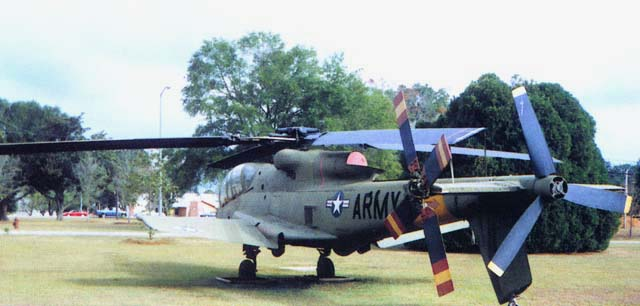
Imagen de un Lockheed AH-56A Cheyenne donde se puede ver su similitud con un helicóptero, pero que a diferencia de estos, cuenta con un sistema de propulsión principal independiente del rotor.

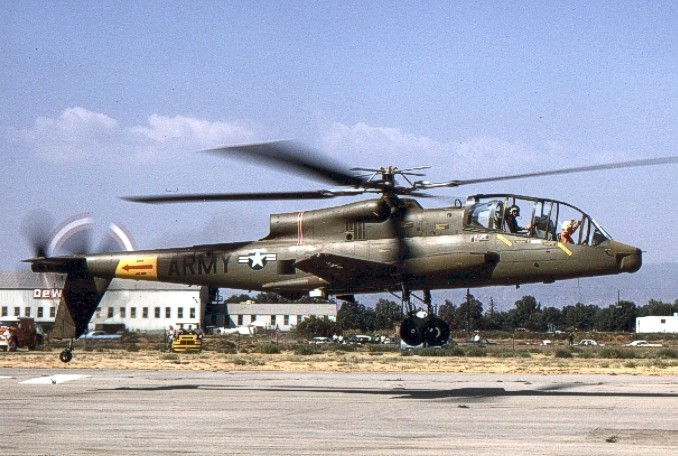
Imagen de un Lockheed AH-56A Cheyenne en vuelo, donde se puede ver todos sus rotores y sistema de propulsión en acción.

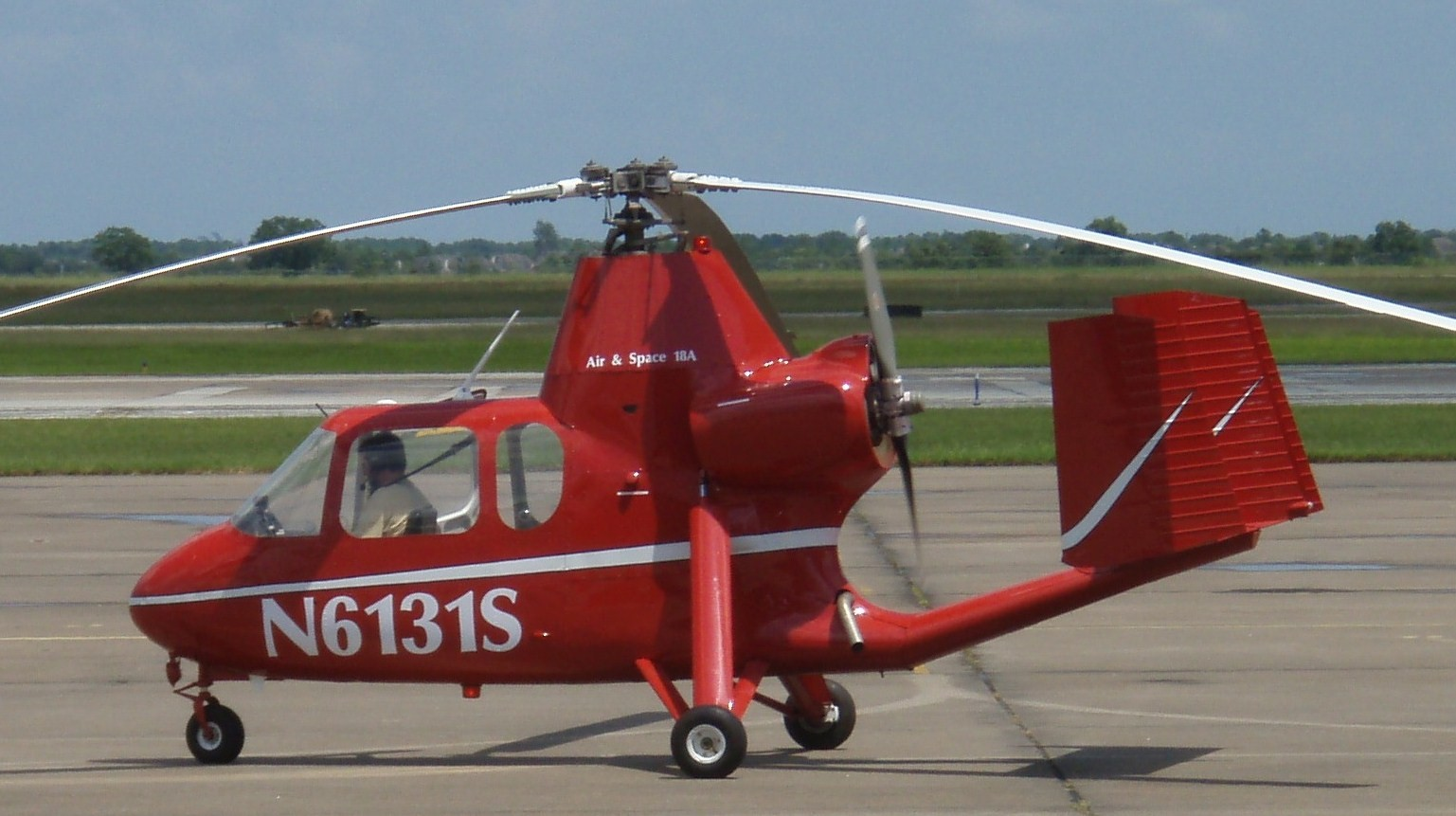
Giroplano moderno en exhibición en Texas, Estados Unidos (2007).

Un girodino es un aerodino de alas móviles que cuenta con un rotor principal similar al de los helicópteros, pero que a diferencia de estos, también dispone de un sistema de propulsión principal independiente del rotor y que produce un empuje en la dirección en la que se desplaza el vehículo. La aeronave tiene un comportamiento similar al de un helicóptero cuando su rotor gira a altas velocidades, pudiendo realizar maniobras de descenso y ascenso.                                                  

## Introducción
Los girodinos fueron concebidos como una manera de "saltarse" la limitación física de los helicópteros, los cuales no pueden superar la velocidad de 400 km/h ya que entran en pérdida. La otra forma de saltarse esta limitación es la que usa otro tipo de aeronave, el convertiplano.                                                   
El girodino se consideraba el medio de transporte aéreo del futuro, sin duda una revolución como fue en su día el propio helicóptero, gracias a las capacidades heredadas de este último, como es la posibilidad del despegue y aterrizaje vertical, combinado con una velocidad de crucero propia de las aeronaves de ala fija, lo que la convertirá en un medio altamente flexible.
En inglés se conoce a estas aeronaves como Compound Helicopters, aunque en la clasificación académica, no son helicópteros. Esto genera muchas equivocaciones al traducir literalmente del inglés como helicóptero compuesto.                 

## Definición
El movimiento en el plano X es proporcionado en un primer momento por el rotor principal. A media que aumenta la velocidad, la hélice de cola gana protagonismo en esa labor, quedando el rotor con la misión de generar sustentación, no ya tanto por el motor, y si por la inercia y el empuje del aire. Y si estuvieran dotados esos diseños de alas, el rotor aparte de no generar movimiento (desplazamiento) apenas contribuiría a la sustentación.
Además, algunos de los diseños como el estadounidense Piasecky X-49A, poseen pequeñas alas para generar mayor sustentación a altas velocidades. Cuando la aeronave opera a altas velocidades, el rotor principal se desacopla del motor, girando por la inercia y el empuje del aire sobre las palas (como un autogiro). Es por ello que la aeronave al no sustentarse en el rotor principal puede superar la barrera de los 400 km/h de velocidad.                                                        
En pocas palabras, los girodinos combinan las características de vuelo de los helicópteros y la de los aviones. Así mismo su nombre indica una similitud con el autogiro, invento del español Juan de la Cierva, que lo desarrolló durante el primer tercio del siglo XX.                                                                           

## Diferencias con otras aeronaves
La diferencia de los girodinos con respecto a otras aeronaves de alas rotatorias es que aparte del rotor principal, tienen una hélice en disposición vertical. Gracias a esta hélice (que generalmente va dispuesta en la cola del aparato), a velocidades bajas el aparato se comporta como un helicóptero. Conforme se va aumentando la velocidad, es la hélice de cola la que va generando en mayor proporción el empuje en la componente horizontal, descargando a la vez al rotor principal.
La diferencia con el autogiro es que el rotor principal no se mueve por la acción del motor, mientras que en el girodino sí puede ser movido por esta.                                                                                                 

## Ejemplos de girodinos
- Fairey Aviation Company
  - Fairey FB-1 Gyrodyne
  - Fairey Jet Gyrodyne
  - Fairey Rotodyne (1957)
- Kamov
  - Kamov Ka-22 (1959)
- Sikorsky
  - Sikorsky–Boeing SB-1 Defiant
  - Sikorsky S-97 Raider